# Marcel Delépine

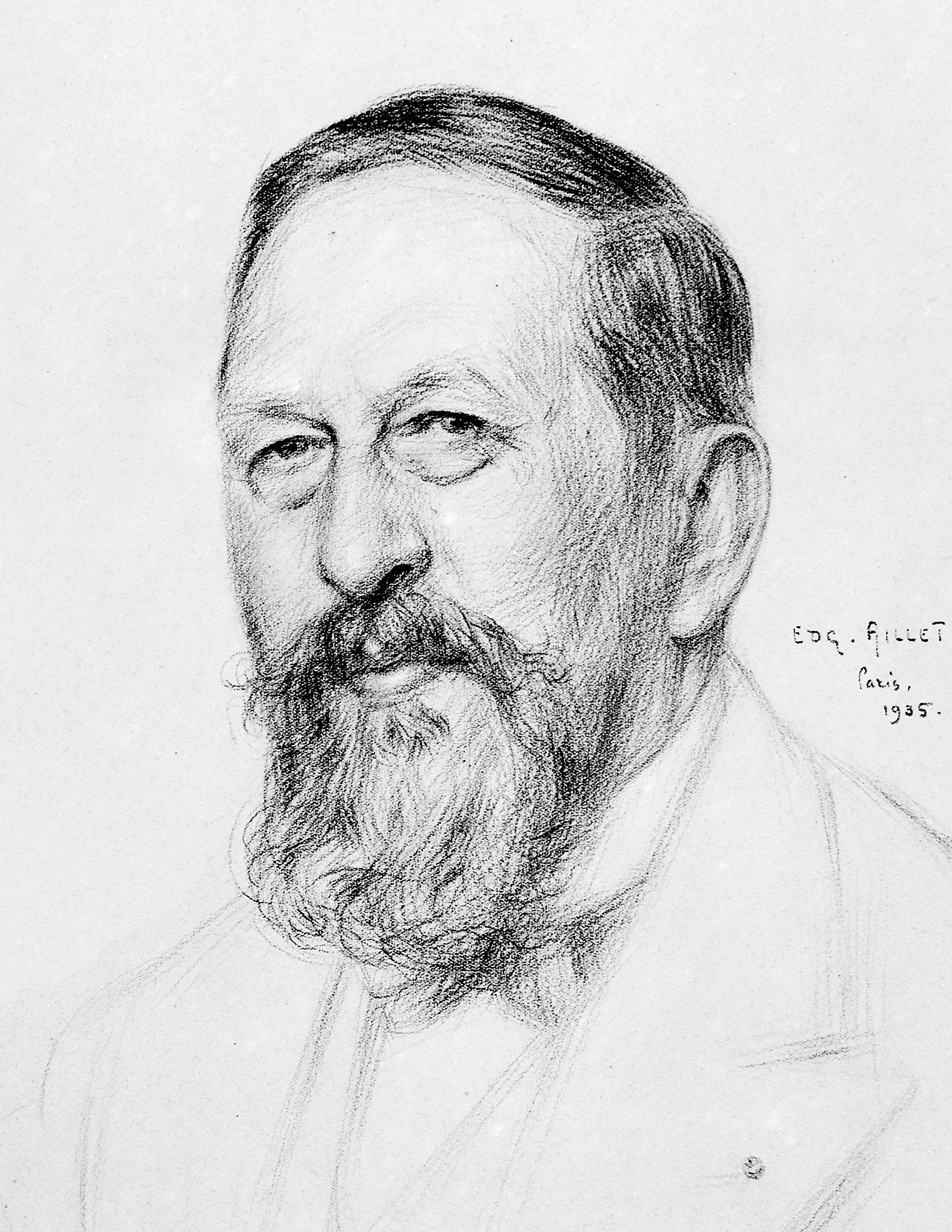
Marcel Delépine

Stéphane Marcel Delépine (* 19. September 1871 in Saint-Martin-le-Gaillard; † 21. Oktober 1965 in Paris) war ein französischer Chemiker und Pharmakologe.

## Leben
Delépine war der Sohn wohlhabender Bauern und besuchte die Schule in Eu. Nach dem Abitur 1887 war er drei Jahre Apothekerlehrling, unter anderem bei seinem älteren Bruder Leopold in Gournay-en-Bray. Er studierte Pharmakologie an der Faculté des Sciences in Paris (Lizenziat 1891) und war mehrfach Preisträger der École supérieure de pharmacie de Paris. Er wurde nach der Fortsetzung der Ausbildung in verschiedenen Pariser Hospitälern Präparator am Collège de France und Mitarbeiter im Labor von Marcellin Berthelot, wo er bis 1902 blieb. Er machte dort seinen Abschluss in Pharmakologie und wurde promoviert (Amines et amides dérivés des aldéhydes, Gauthier-Villars 1898). 1902 wurde er leitender Pharmakologe an Pariser Hospitälern und war am Krankenhaus Bretonneau, fünfzehn Jahre am Krankenhaus Broca und bis 1927 am Hôpital de la Pitié. Gleichzeitig war er ab 1904 an der Ecole superieure de pharmacie de Paris, ab 1913 als Professor für Mineralogie und Hydrologie. 1930 bis 1941 war er Professor für organische Chemie am College de France.
1914 wurde ihm von der Académie des sciences der Jecker-Preis verliehen. 1930 wurde er Mitglied der Académie des sciences und er war Mitglied der Academie nationale de Medicine (1928). Die Académie royale des Sciences, des Lettres et des Beaux-Arts de Belgique nahm ihn 1945 als assoziiertes Mitglied (Élu associé) auf. 1962 erhielt er die Goldmedaille des CNRS. Er war ab 1923 Offizier und ab 1950 Kommandeur der Ehrenlegion und Kommandeur der Palmes académiques. 1929 bis 1931 war er Präsident der französischen chemischen Gesellschaft (SCF) und ab 1945 deren Ehrenpräsident.
Ab 1927 war er auch mit der Firma Poulenc verbunden und leitete später die pharmazeutische Forschung bei Rhône-Poulenc. Er war auch Leiter der Forschung bei der Firma Specia und ab 1944 bis 1960 deren Präsident, wonach er Ehrenpräsident war.
Er befasste sich unter anderem mit der Chemie von Metallkomplexen (Platin, Iridium, Rhodium), von Schwefelverbindungen und der Terpene. Nach ihm ist die Delépine-Reaktion benannt.
Delépine veröffentlichte mehrere Arbeiten zur Geschichte der Chemie und war Ehrenpräsident der Société d’Histoire de la Pharmacie.

## Schriften
- Traité de chimie organique (Band 1, Analyse organique, azéotropisme et distillation, états cristallin et état colloïdal, composé défini et corps pur, construction de l’édifice moléculaire, association des atomes chaînes ouvertes et chaînes fermées, groupements fonctionnels, représentation des édifices chimiques, isomérie, nomenclature), Paris, Masson et Cie, 1935
- Berthelot, Paris, Hermann & cie., 1937
- La synthèse totale en chimie organique; mémoires de MM. Wöhler, Gerhardt, M. Berthelot, Le Bel, Van 't Hoff, Jungfleisch, Ladenburg, Pasteur, Paris, Gauthier-Villars, 1937
- Chimie organique. Formules de constitution, isomérie, isomérie optique, Paris, Hermann, 1937
- Centenaire de la naissance d’Armand Gautier, Paris, Masson, 1938
- Marcellin Berthelot, Alençon, Imp. Alençonnaise, 1940
- Un grand chimiste analyste : Louis-Nicolas Vauquelin. Conférence faite au Palais de la Découverte le 28 décembre 1941, Paris, 1942
- Ernest Fourneau (1872-1949). Sa vie et son œuvre, Auszug aus Bull. Soc. Chim. Fr., Paris, Masson et Cie, 1951
- Mécanismes électroniques en chimie organique, Paris, Gauthier-Villars, 1965